# Pont sur l'Oued Tensift
Le pont sur l'oued Tensift est situé à Marrakech. Il s'agit de l'un des plus anciens ponts du Maroc.
Situé au nord de la ville, sur la route N9, à 6 km de la médina et de Bab Khemis, il a été du XIIe au XXe siècle le seul point de passage de l'oued Tensift en direction de Salé, la capitale Rabat, Casablanca et El-Jadida.

## Histoire

### Le pont almoravide
Selon Al Idrissi un premier pont fut construit à la demande du souverain almoravide Ali Ben Youssef, à la même époque que les remparts de Marrakech. Ce premier pont fut détruit quelques années plus tard par une crue.
En 1954, l'archéologue Charles Allain a découvert les bases de l'extrémité nord de ce pont du premier quart du XIIe siècle, situé 400 m en amont du pont almohade. Ses fouilles ont révélé un pont de pierre avec des piles larges de 8 m protégées par des éperons et supportant des arches sans doute voutées en berceau de 7 m d'ouverture et un tablier d'environ 8 m. Orienté nord-sud, le pont devait avoir une longueur de près de 400 m.
Un dispositif hydraulique avec séguia amenant l'eau depuis les collines des Djebilet, siphon et bassins laisse penser qu'au voisinage de cette extrémité nord se trouvait le point de rassemblement et de départ des caravanes vers les cités du nord du Maroc.
Actuellement, il n'en reste plus aucun élément visible, car tous sont enfouis sous la rive droite du fleuve.

### Le pont almohade
Abu Yaqub Yusuf, deuxième calife de la dynastie almohade, fit entreprendre à partir d'octobre 1170 (3 Safar 566 AH) la construction d'un nouveau pont en aval du précédent, à un emplacement où le lit plus large de la rivière limitait le risque lors des crues.

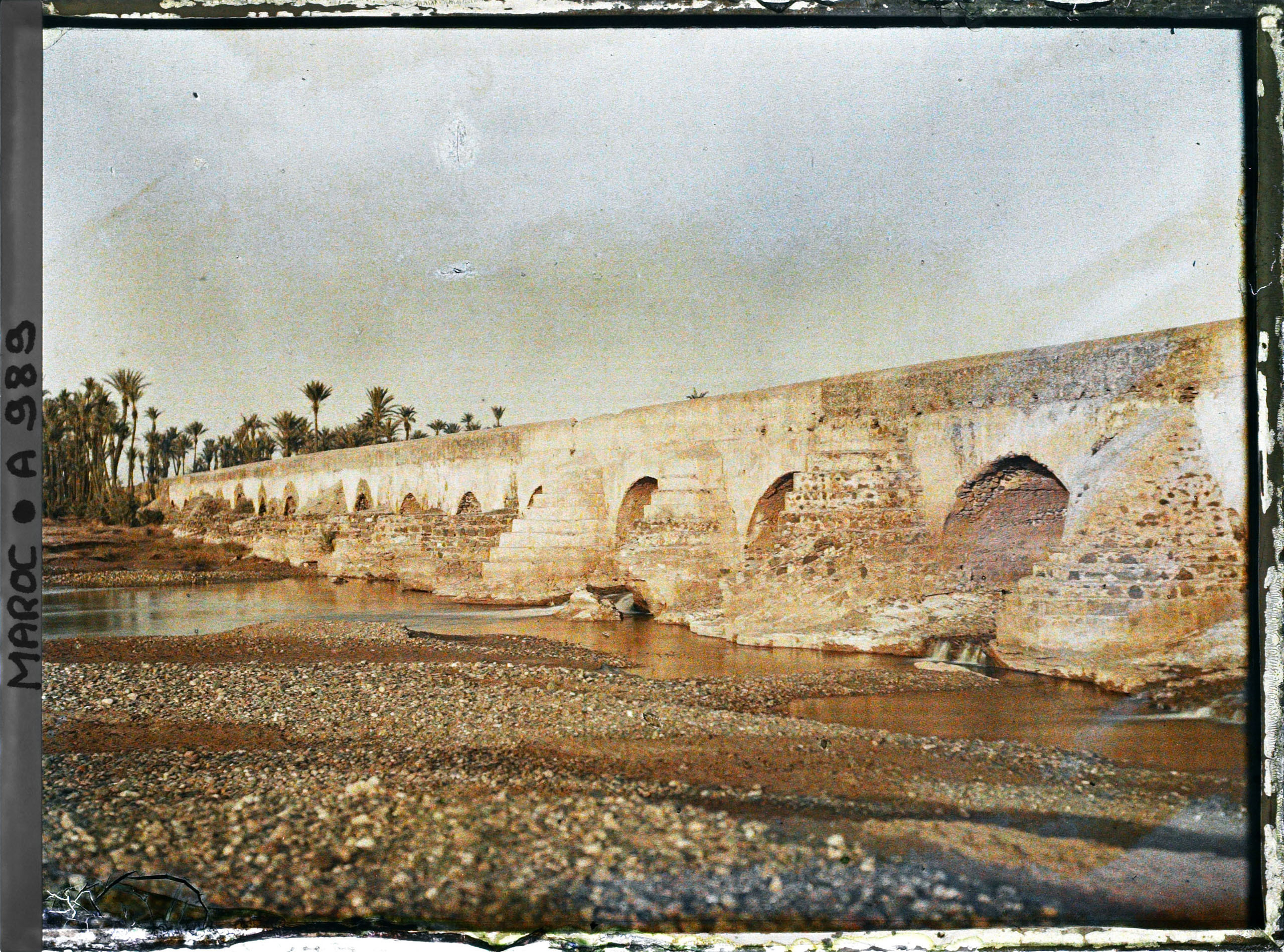
Pont almohade sur l'oued Tensift

### Siècles suivants
Le pont subit des dégâts à plusieurs reprises au cours des siècles, avec de nombreuses réparations. Par exemple, les textes portugais racontent qu'en avril 1515 eut lieu une attaque de Marrakech par les troupes de Nuno Fernandes de Ataide, gouverneur  portugais de Safi et Azemmour. Après l'assaut infructueux des remparts, la contrattaque des défenseurs de la cité entraîna une retraite des Portugais qui fut gênée car les trois arches centrales du pont étaient détruites.
Les chroniques de la dynastie des saadiens relatent aussi une remise en état du pont du Tensift vers 1555 sous les ordres du sultan Mohammed ech-Cheikh.
En 1802, le souverain alaouite Moulay Slimane fit refaire quelques arches du pont du Tensift qui s'étaient effondrées.

## Architecture
Le pont almohade encore existant est long d'environ 400 m, il comportait 30 arches dont 27 sont encore visibles (les autres étant enfouies sous les sédiments de la rive nord). Les arches sont voutées en plein cintre aux extrémités et ogivales dans la partie centrale. Les piles, les arches et le tablier sont constitués de pierres, avec cependant des voussures et des parements de briques dans les parties reconstruites. Les piles d'une épaisseur de 5,30 m sont protégées vers l'amont par des éperons saillant de 4 m en moyenne. Les arches ont une ouverture allant de 5,10 m à plus de 6,40 m. Le tablier sensiblement horizontal est large de 8,70 m. Ce tablier est à 5,60 m au-dessus du lit du fleuve, mais il a pu lui arriver d'être submergé lors de crues exceptionnelles telles que celles de mars 1949. Le pont a subi de nombreuses réparations, surtout dans sa face amont exposée au courant des crues,